# Robas
Robas je priimek več znanih Slovencev:
- Roman Robas (*1942), alpinist